# Hans Lindahl
Hans Jakob Lindahl (født 15. april 1812 i Lemvig, død 29. oktober 1885 på Frederiksberg) var en dansk jurist, proprietær og nationalliberal politiker. Han var medlem af Folketinget 1856-1861.

## Levned
Lindahl blev født i Lemvig i 1812 som søn af generalauditør H.J. Lindahl. Han blev student fra Viborg Katedralskole i 1831 og juridisk kandidat fra Københavns Universitet i 1837. Han har ejer af hovedgården Skerrildgård syd for Horsens fra 1845 til 1856. Han boede senere i Mariager og fra 1866 på Frederiksberg. Lindahl var landvæsenskommissær i Vejle Amt fra 1851 til 1858 og derpå i Randers Amt til 1861. Han ejede en stor bogsamling med dansk skønlitteratur.

## Politisk virke
Ved folketingsvalget 1854 stillede Lindahl op i Bjerrekredsen som den eneste kandidat, men opnåede ikke valg idet der ved afstemningen var 60 stemmer for ham, men 155 imod for ham. Der blev holdt omvalg i kredsen ugen efter, og her opstillede også gårdmand Therkel Therkelsen som vandt med 240 stemmer mod 160 stemmer til Lindahl. I 1855 stillede Lindahl op til et suppleringsvalg til Landstinget i 10. landstingskreds, hvor han heller ikke blev valgt.
Han blev til gengæld valgt til Folketinget ved kåring ved et suppleringsvalg i Horsenskredsen i 1856, som blev afholdt fordi godsejer P.A. Tutein havde nedlagt sit mandat. Lindahl blev genvalgt, igen ved kåring, ved folketingsvalget 1858, men genopstillede ikke ved valget i 1861. Politisk tilhørte han De Nationalliberale.